# Eochaid Ailtleathan
Pour les articles homonymes, voir Eochaid.
Eochaid ou Eochu Ailtleathan  (i.e: Lame large),fils d'Ailill Caisfiaclach, est selon les légendes médiévales et la tradition pseudo-historique irlandaise un Ard ri Erenn.

## Règne
Eochaid  Ailtleathan selon le Lebor Gabála Érenn, s'empare du trône après avoir supplanté et tué son prédécesseur, Adamair, il règne pendant 11 ans (F.F.E) ou 17 ans (A.M), jusqu'à ce qui soit tué lors d'un combat contre Fergus Fortamail. Eochaid laisse deux fils: Óengus Tuirmech Temrach et Eterscél Temrach père de Conall Collamrach
Le Lebor Gabála Érenn synchronise son règne avec celui de Ptolémée V Epiphane en  Égypte Ptolémaïque (205-181 av. J.-C.). La chronologie de Geoffrey Keating Foras Feasa ar Éirinn  attribue à son règne comme dates  285 à  274 av. J.-C.  alors que les Annales des quatre maîtres  lui accordent un règne de 17 ans de 414 à 396 av. J.-C..

## Source
- (en) Cet article est partiellement ou en totalité issu de l’article de Wikipédia en anglais intitulé « Eochaid Ailtlethan » (voir la liste des auteurs), édition du 1 avril 2012.